# Liste der Monuments historiques in Leignes-sur-Fontaine
Die Liste der Monuments historiques in Leignes-sur-Fontaine führt die Monuments historiques in der französischen Gemeinde Leignes-sur-Fontaine auf.

## Liste der Bauwerke
| Bezeichnung       | Beschreibung              | Standort | Kennzeichnung | Schutzstatus | Datum | Bild           |
| ----------------- | ------------------------- | -------- | ------------- | ------------ | ----- | -------------- |
| Burg Vaucour      | Erbaut im Mittelalter     | (Lage)   | PA00105488    | Inscrit      | 1973  | weitere Bilder |
| Kirche St-Hilaire | Erbaut im 12. Jahrhundert | (Lage)   | PA00105489    | Classé       | 1957  | weitere Bilder |

## Liste der Objekte

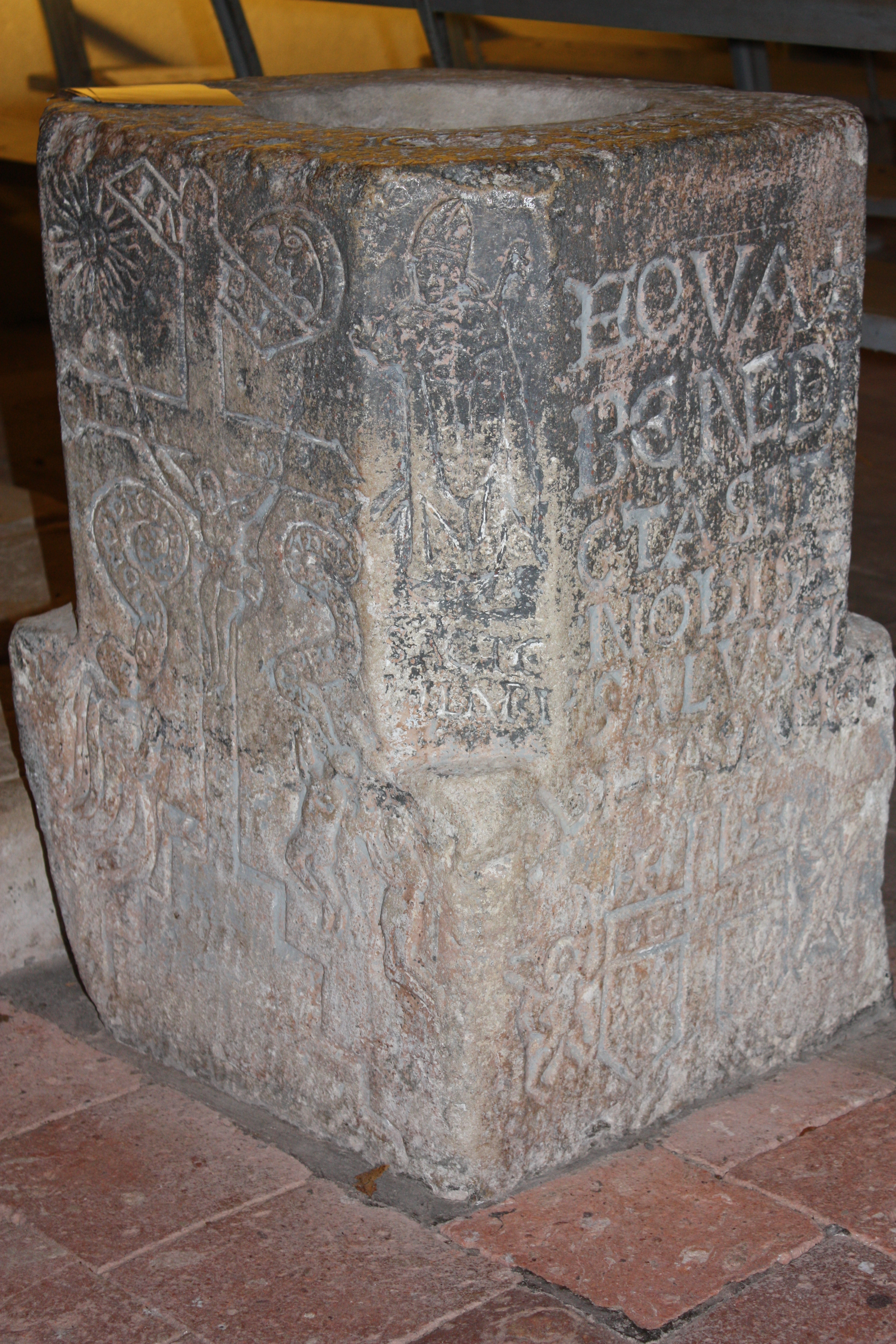
Weihwasserbecken in der Kirche St-Hilaire

- Monuments historiques (Objekte) in Leignes-sur-Fontaine in der Base Palissy des französischen Kultusministeriums

Siehe auch: Weihwasserbecken (Leignes-sur-Fontaine)